# Sierra de Albarracín (comarca)
La comarca de la Sierra de Albarracín es una comarca aragonesa (España) situada en el suroeste de la provincia de Teruel. Su capital es Albarracín.

## Municipios
La comarca engloba a los municipios de Albarracín, Bezas, Bronchales, Calomarde, Frías de Albarracín, Gea de Albarracín, Griegos, Guadalaviar, Jabaloyas, Monterde de Albarracín, Moscardón, Noguera de Albarracín, Orihuela del Tremedal, Pozondón, Ródenas, Royuela, Rubiales, Saldón, Terriente, Toril y Masegoso, Torres de Albarracín, Tramacastilla, Valdecuenca, El Vallecillo y Villar del Cobo.

## Política
| Cargo      | Nombre                        | Ayuntamiento                      | Partido Político |  |
| ---------- | ----------------------------- | --------------------------------- | ---------------- |  |
| Presidente | Inocencio Martínez Sánchez    | Concejal de Torres de Albarracín  | PAR              |  |
| Secretario | Luis Brovia Román             | -                                 | -                |  |
| Vocal      | Carlos Soriano Lozano         | Concejal de Albarracín            | PAR              |  |
| Vocal      | Begoña García Belénchon       | Alcaldesa de Guadalaviar          | PP               |  |
| Vocal      | Antonio Navarro Marimón       | Concejal de Gea de Albarracín     | PSOE             |  |
| Vocal      | Antonio Pérez Fernández       | Concejal de Frías de Albarracín   | PAR              |  |
| Vocal      | Benito Lacasa Frías           | Concejal de Frías de Albarracín   | PSOE             |  |
| Vocal      | Francisco Pérez Valero        | Alcalde de Villar del Cobo        | PSOE             |  |
| Vocal      | Jorge Hernández Perona        | Concejal de Bronchales            | PSOE             |  |
| Vocal      | José Blas Sánchez Vicente     | Concejal de Royuela               | PP               |  |
| Vocal      | José Luis Chavarrías Sorando  | Alcalde de Griegos                | PSOE             |  |
| Vocal      | Juan Vicente Aparicio Rueda   | Alcalde de Orihuela del Tremedal  | PP               |  |
| Vocal      | Miguel Sorando Soriano        | Concejal de Orihuela del Tremedal | PAR              |  |
| Vocal      | Miguel Villalta Martín        | Concejal de Albarracín            | PSOE             |  |
| Vocal      | Miguel Ángel Cuadrado Pons    | Alcalde de Noguera de Albarracín  | PP               |  |
| Vocal      | Pascual Giménez Soriano       | Alcalde de El Vallecillo          | PP               |  |
| Vocal      | Victoriano Jordan Codes       | Alcalde de Torriente              | PAR              |  |
| Vocal      | Ángel Sánchez Monzón          | Concejal de Bronchales            | CHA              |  |
| Vocal      | Begoña Polo Toribio           | Concejala de Calomarde            | PAR              |  |
| Vocal      | Plácida Pilar Lázaro Martínez | Concejala de Albarracín           | PP               |  |

| Elecciones 2011 |       |         |         |            |
| Partido         | Votos | % Votos | Electos | Consejeros |
| PSOE            | 1.098 | 31,27%  | 30      | 6          |
| PAR             | 1.067 | 30,39%  | 29      | 6          |
| PP              | 1.052 | 29,96%  | 31      | 6          |
| CHA             | 197   | 5,61%   | 2       | 1          |
| CCA             | 55    | 1,57%   | 3       | 0          |
| IUA             | 42    | 1,20%   | 0       | 0          |
| Total           | 3.511 | 100%    | 95      | 19         |

## Geografía
Situada en el suroeste de la provincia de Teruel, es una de las zonas más elevadas del Sistema Ibérico, y está formada por un sistema orográfico donde se asienta una de las principales divisorias de aguas de la Península, ya que aquí nacen algunos de sus ríos más importantes.
Limita al norte con el Jiloca, al oeste con el Señorío de Molina-Alto Tajo (provincia de Guadalajara), al sur con la provincia de Cuenca y al este con la Comunidad de Teruel.
Parte de su territorio está ocupado por el Paisaje protegido de los Pinares de Rodeno y por los Tremedales de Orihuela, protegidos por el Convenio de Ramsar.

### Pinares de Rodeno

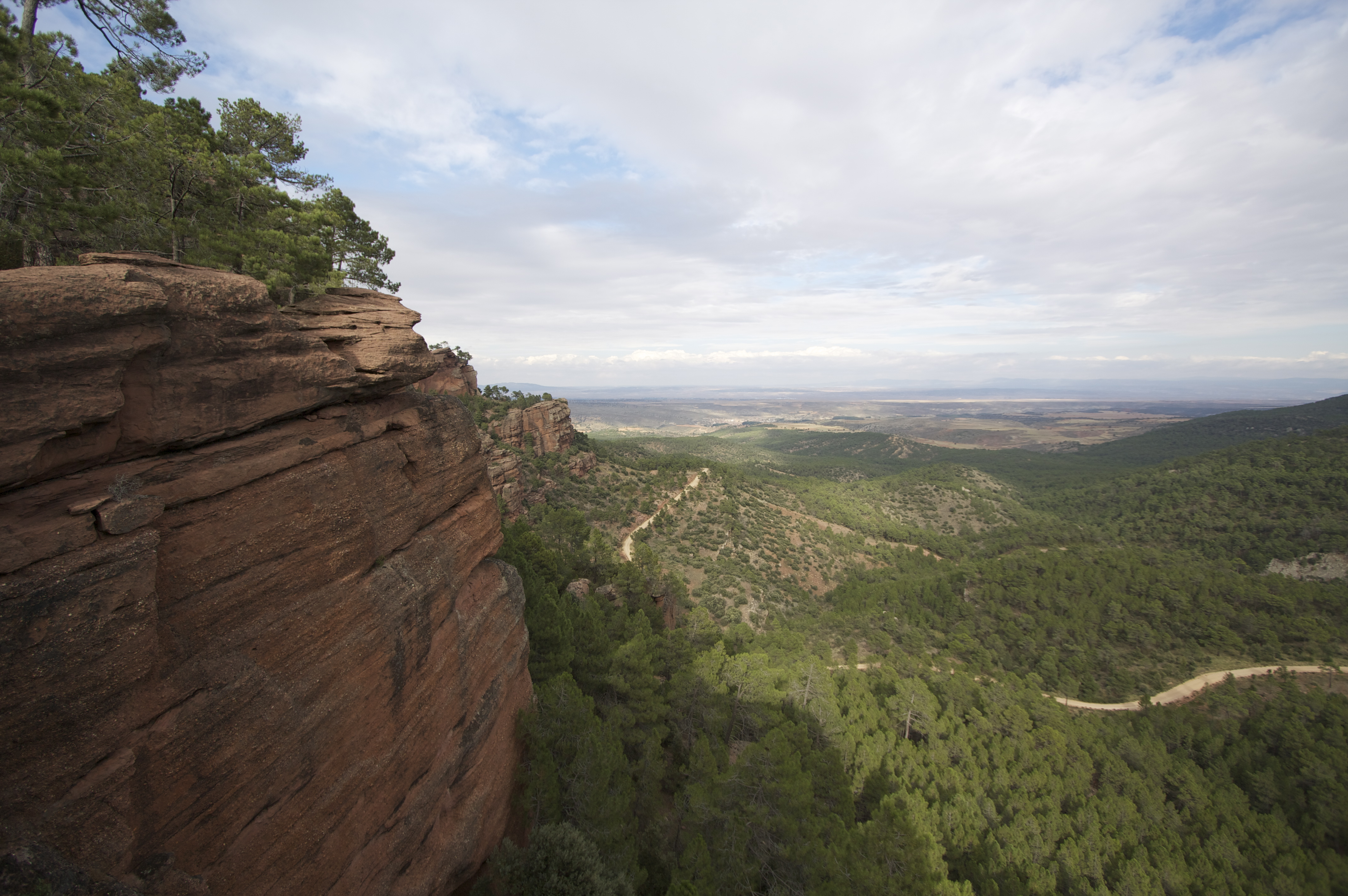
Los Pinares de Rodeno.

Se localiza en la Sierra de Albarracín, provincia de Teruel, Aragón, España. Se reparte entre los términos municipales de Albarracín, Bezas y Gea de Albarracín.
Tiene una superficie de 6829,05 ha. La altitud oscila entre los 1095 m s. n. m. en el barranco de Tobías y los 1602 en el cerro de la Cruz de Montoyo.
Fue el primero en ser declarado en la provincia, el 2 de mayo de 1995, siendo posteriormente ampliado el 4 de septiembre de 2007.
Es también lugar de importancia comunitaria (LIC).

## Historia

### La comarca como institución
La ley de creación de la comarca es la 1/2003 del 11 de febrero de 2003. Se constituyó el 31 de marzo de 2003. Las competencias le fueron traspasadas el 1 de junio de 2003.

## Economía
Sus principales fuentes de ingresos son la ganadería, la explotación forestal y el turismo rural.

## Cultura
Entre su patrimonio destacar la ciudad de Albarracín, declarado monumento nacional desde 1961, que posee catedral, murallas y castillo con recinto amurallado, y sus alrededores, en los que se encuentran pinares protegidos con pinturas rupestres de hace entre 6.000 y 1.500 años, el acueducto romano excavado en la roca que transportaba el agua desde Albarracín hasta Cella.
Otros municipios de gran valor cultural y monumental son Ródenas, con su iglesia de Santa Catalina o su Cisterna musulmana, Orihuela del Tremedal con su casco urbano o su iglesia de San Millán, o localidades como Moscardón, Gea de Albarracín... entre otras.

## Flora y fauna
La mayor parte de la Serranía de Albarracín está cubierta de bosques de pinos, sabinas, arces y robles, intercalados de verdes prados y árboles de ribera junto a los ríos. Uno de los mayores sabinares de Europa está en Saldón y entre las profundas gargantas excavadas por los ríos abundan los densos pinares, además del encanto de los pequeños pueblos que en ella habitan.

## Territorio y Población
| Municipio              | Extensión (km²) | % del total | Habitantes (2007) | % del total | Densidad (hab/km²) | Altitud (metros) | Distancia a/desde Albarracín (km) | Pedanías |
| ---------------------- | --------------- | ----------- | ----------------- | ----------- | ------------------ | ---------------- | --------------------------------- | --- |
| Albarracín             | 452,72          | 32,01       | 1.110             | 21,33       | 2,37               | 1.170            | --                                | Collado de la Grulla, El Cañigral, El Membrillo, Las Casillas De Bezas, San Pedro, Valdevecar, Valle Cabriel. |
| Bezas                  | 26,32           | 1,86        | 68                | 1,35        | 2,58               | 1.165            | 18,80                             | |
| Bronchales             | 59,60           | 4,21        | 508               | 10,08       | 8,52               | 1.569            | 28,80                             | |
| Calomarde              | 28,18           | 1,99        | 90                | 1,79        | 3,19               | 1.312            | 17,20                             | |
| Frías de Albarracín    | 50,70           | 3,59        | 175               | 3,47        | 3,45               | 1.496            | 24,00                             | |
| Gea de Albarracín      | 57,45           | 4,06        | 457               | 9,07        | 7,95               | 1.031            | 13,90                             | |
| Griegos                | 31,47           | 2,23        | 144               | 2,86        | 4,58               | 1.601            | 35,50                             | |
| Guadalaviar            | 28,55           | 2,02        | 270               | 5,36        | 9,46               | 1.519            | 35,30                             | |
| Jabaloyas              | 61,63           | 4,36        | 85                | 1,69        | 1,38               | 1.405            | 32,10                             | Arroyofrío |
| Monterde de Albarracín | 45,12           | 3,19        | 53                | 1,05        | 1,17               | 1.280            | 16,80                             | |
| Moscardón              | 26,99           | 1,91        | 60                | 1,19        | 2,22               | 1.415            | 21,00                             | |
| Noguera de Albarracín  | 48,40           | 3,42        | 155               | 3,07        | 3,20               | 1.386            | 21,00                             | |
| Orihuela del Tremedal  | 71,40           | 5,05        | 582               | 11,55       | 8,15               | 1.447            | 40,50                             | |
| Pozondón               | 67,64           | 4,78        | 89                | 1,77        | 1,32               | 1.407            | 20,60                             | |
| Ródenas                | 44,26           | 3,13        | 86                | 1,71        | 1,94               | 1.380            | 30,70                             | |
| Royuela                | 32,50           | 2,30        | 224               | 4,44        | 6,89               | 1.214            | 10,40                             | |
| Rubiales               | 27,42           | 1,94        | 58                | 1,15        | 2,12               | 1.167            | 30,30                             | |
| Saldón                 | 28,37           | 2,01        | 30                | 0,60        | 1,06               | 1.395            | 22,80                             | |
| Terriente              | 47,98           | 3,39        | 192               | 3,81        | 4,00               | 1.443            | 22,90                             | El Villarejo                                                                                                  |
| Toril y Masegoso       | 30,67           | 2,17        | 46                | 0,91        | 1,50               | 1.490            | 28,90                             | |
| Torres de Albarracín   | 28,20           | 1,99        | 148               | 2,94        | 5,25               | 1.237            | 12,10                             | |
| Tramacastilla          | 24,14           | 1,71        | 129               | 2,56        | 5,34               | 1.260            | 15,20                             | |
| Valdecuenca            | 18,72           | 1,32        | 47                | 0,93        | 2,51               | 1.311            | 22,70                             | |
| El Vallecillo          | 21,59           | 1,53        | 54                | 1,07        | 2,50               | 1.421            | 38,10                             | |
| Villar del Cobo        | 54,13           | 3,83        | 216               | 4,28        | 3,99               | 1.430            | 29,90                             | |
| Total                  | 1.414,15        |             | 5.041             |             | 3,56               |                  |                                   | |